# Titularerzbistum Mocissus
Das Erzbistum Mocissus (italienisch arcidiocesi di Mocisso, lateinisch Archidioecesis Mocissena) ist ein Titularerzbistum der römisch-katholischen Kirche.
Es geht zurück auf ein früheres Erzbistum der antiken Stadt Mokissos in der kleinasiatischen Landschaft Kappadokien in der heutigen Türkei. Es wird auch vermutet, dass es sich bei Mocissus um das spätere Justinianopolis, das heutige Kırşehir handelt.
| Titularerzbischöfe von Mocissus |                                       |                                                                                        |                   |                    |
| Nr.                             | Name                                  | Amt                                                                                    | von               | bis                |
| 1                               | Johann Joseph Friedrich Otto Zardetti | Päpstlicher Thronassistent                                                             | 25. Mai 1895      | 9. Mai 1902        |
| 2                               | Giacomo Merizzi                       | emeritierter Bischof von Vigevano (Italien)                                            | 21. August 1902   | 22. März 1916      |
| 3                               | Giovanni Battista Vinati              | emeritierter Bischof von Bosa (Italien)                                                | 1916              | 9. Januar 1917     |
| 4                               | Adolf Fritzen                         | emeritierter Bischof von Straßburg (Frankreich)                                        | 31. Juli 1919     | 7. September 1919  |
| 5                               | Lorenzo Schioppa                      | Apostolischer Nuntius                                                                  | 20. August 1920   | 23. April 1935     |
| 6                               | John Hugh MacDonald                   | Koadjutorerzbischof von Edmonton (Kanada)                                              | 16. Dezember 1936 | 5. März 1938       |
| 7                               | Nicolas Cadi                          | emeritierter Erzbischof von Bosra und Hauran (Völkerbundmandat für Syrien und Libanon) | 16. November 1939 | 22. September 1941 |
| 8                               | Roger Beaussart                       | Weihbischof in Paris (Frankreich)                                                      | 10. Dezember 1943 | 29. Februar 1952   |
| 9                               | Vigilio Federico Dalla Zuanna OFMCap  | emeritierter Bischof von Carpi (Italien)                                               | 24. November 1952 | 4. März 1956       |
| 10                              | Giovanni Iacono                       | emeritierter Bischof von Caltanissetta (Italien)                                       | 21. August 1956   | 26. Mai 1957       |
| 11                              | Heinrich Wienken                      | emeritierter Bischof von Meißen (DDR)                                                  | 19. August 1957   | 21. Januar 1961    |
| 12                              | Gabrijel Bukatko                      | Koadjutorerzbischof von Belgrad-Smederevo (Jugoslawien)                                | 2. März 1961      | 24. März 1964      |

## Anmerkung
1. ↑  Enz. Britannica